# Muhammeds skyddsbrev

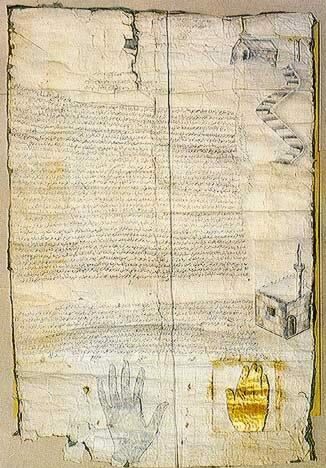
Kopia av Muhammeds skyddsbrev.

Muhammeds skyddsbrev är ett brev från den islamiske profeten Muhammed till Katarinaklostret i Sinaihalvön som ställer munkarna – och därigenom även alla kristna i allmänhet – under Muhammeds beskydd. Det är undertecknat med ett avtryck som representerar Muhammeds hand.
Som motiv för skyddsbrevet uppgav Muhammed att han, innan han mottog sin profetkallelse, hade blivit väl behandlad vid en vistelse i klostret. Klostret har numera bara en kopia av brevet, medan originalet finns i Istanbul.

## Historia
Enligt munkarnas berättelse besökte Muhammed klostret och hade goda relationer och diskussioner med Sinai-fäderna.
Flera certifierade historiska kopior visas i Katarinaklostret, av vilka några bevittnas av islams domare för att bekräfta historisk autenticitet. Munkarna hävdar att under den osmanska erövringen av Egypten i det osmanska–mamlukska kriget (1516–1517) beslagtogs originaldokumentet från klostret av osmanska soldater och fördes till Sultan Selim I:s palats i Istanbul för förvaring. En kopia gjordes sedan för att kompensera för dess förlust vid klostret. Det verkar också som att stadgan förnyades under de nya regenterna, vilket andra dokument i arkivet antyder. Traditioner om den tolerans som visades mot klostret rapporterades i regeringsdokument utfärdade i Kairo, och under den osmanska tiden (1517–1798) bekräftade Egyptens pascha årligen dess skydd.